# Haitham al-Ghais

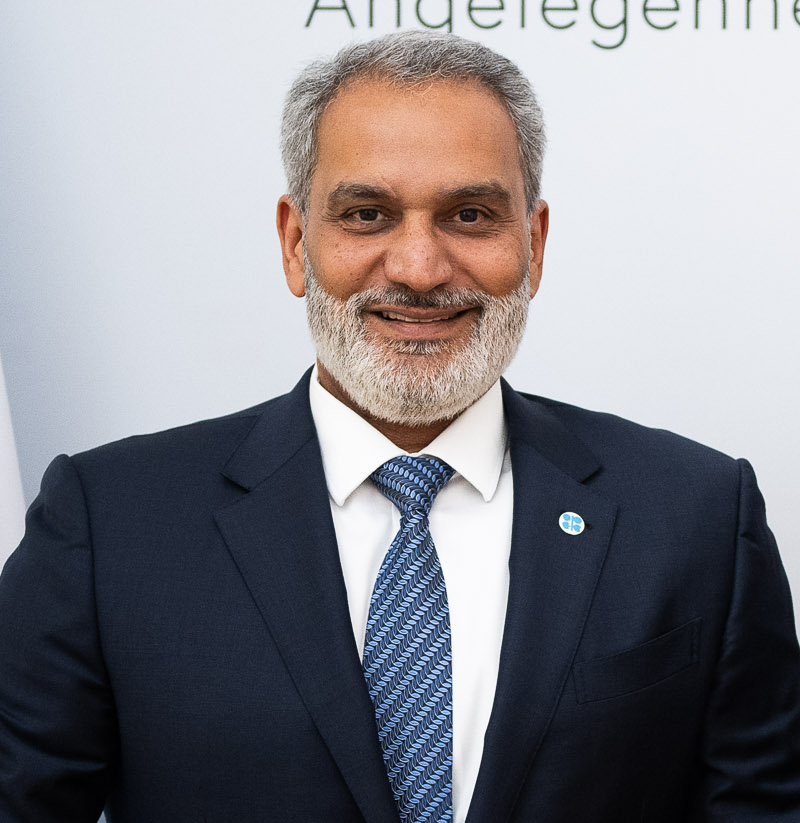
Haitham al-Ghais (2025)

Haitham al-Ghais (arabisch هيثم الغيص, DMG Haiṯam al-Ġaiṣ, geboren im Oktober 1969 in Madīnat al-Kuwait) ist der Generalsekretär der Organisation erdölexportierender Länder (OPEC). Der am 3. Januar 2022 von den Vertretern der OPEC-Mitgliedsstaaten per Videokonferenz einmütig ernannte Kuwaiter hat sein Amt in Wien am 1. August 2022 als Nachfolger des seit 2016 amtierenden Nigerianers Mohammad Sanusi Barkindo für eine Amtszeit von zunächst drei Jahren angetreten.
Al-Ghais arbeitete bereits seit drei Jahrzehnten in der Erdölindustrie. Er leitete zunächst die Regionalbüros der staatlichen Kuwait Petroleum Corporation (KPC) in Peking (2005–2007) und London (2008–2013), später das technische Komitee zur Produktionsmengenkontrolle der OPEC+-Allianz, bevor er dann vom 4. Juni 2017 bis 16. Juni 2021 die kuwaitische Delegation bei der OPEC leitete. Seitdem verantwortet er als stellvertretendes Mitglied der KPC-Geschäftsführung deren weltweites Marketing.
Al-Ghais erwarb im Jahr 1990 einen Bachelor in Politikwissenschaft an der University of San Francisco. Er soll sechs Fremdsprachen fließend sprechen: Englisch, Deutsch, Portugiesisch, Spanisch, Französisch und dem Vernehmen nach auch Chinesisch.